# Chelsea (London)
Chelsea (ejtsd: cselszi) Nyugat-London városrésze. A Sloane tér és a Temze mint déli határ között fekszik, a Kensington és Chelsea kerület része. Az azonos nevű futballklub, a Chelsea FC Fulhamben található.

## Látnivalók
A kerületben található a nyugdíjas katonák kórháza, a Chelsea-i Királyi Kórház (Royal Hospital Chelsea), amely 1682 és 1692 között épült Christopher Wren tervei alapján. A Nemzeti Hadsereg Múzeuma a John Soane által 1809-ben emelt, a második világháborúban elpusztult kórházi melléképület helyén épült.
A King's Road, a városrész főutcája a 17. században azért épült II. Károly angol király parancsára, hogy kapcsolatot teremtsen a Kew-palotával. 1830-ig a korona magántulajdona volt.
A King's Road az 1960-as és 1970-es években a hippi és punk szubkultúra egyik központja volt. Malcolm McLaren és Vivienne Westwood 1972-ben nyitották meg a SEX-et, ahol punk stílusú divatruházatot árultak. Az üzlet később a város más részeibe költözött, főleg Notting Hillbe és a Camden kerületbe.
A Chelsea-i Művészeti és Formatervezési Főiskola székhelye. A Saatchi Gallery 2008 óta itt működik.

## Ismert lakói
Chelsea szülöttei:

A Chelsea-i Királyi Kórház

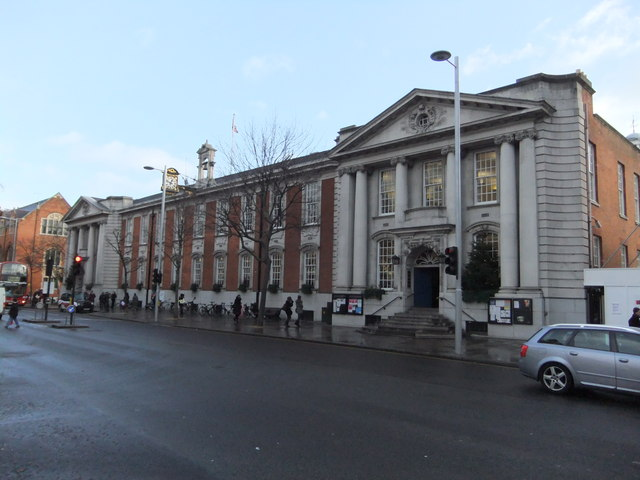
A régi chelsea-i városháza

- Johann Friedrich La Trobe (1769–1845), balti német zeneszerző
- Elizabeth Gaskell (1810–1865), író
- Richard Anthony Proctor (1837–1888), csillagász
- Elizabeth Sutherland, Sutherland 24. grófnője (1921–2019), Perres és párton kívüli politikus
- David Puttnam (* 1941), filmproducer és politikus
- Omid Djalili (* 1965), iráni származású filmszínész és komikus
- Eddie Redmayne (* 1982), film- és színpadi színész

Chelsea a 19. században és a 20. század elején olyan művészek lakónegyedeként ismert, mint Thomas Carlyle, William Holman Hunt, George Meredith, Dante Gabriel Rossetti, John Singer Sargent, Algernon Swinburne, William Turner, James McNeill Whistler vagy Virginia Woolf. Különösen sok művész élt a Cheyne Walkon és környékén, ahol a legtöbb ház a 18. és 19. században épült.
Chelsea jól ismert lakói közé tartozott Margaret Thatcher (a Flood Streeten) és Mick Jagger is. William Wilberforce politikus 1833-ban itt halt meg.
További ismert lakosok:
- Bryan Adams (1959) – énekes
- Thomas (1795–1881) és Jane Carlyle (1801–1866) – Thomas Carlyle jól ismert 19. századi történész volt. Felesége, Jane jól ismert levélíró.
- Ken Follett (1949) – író
- Henry James (1843–1916) – író
- Mark Knopfler (1949) – zenész
- Bob Marley (1945–1981) – reggae-énekes
- Kylie Minogue (1968) – popénekes
- William Orpen (1878–1931) – festő
- Gwyneth Paltrow (1972) – színésznő
- Diana Rigg (1938–2020) – színésznő
- Bram Stoker (1847–1912) – író
- Jonathan Swift (1667–1745) – író
- Neil Tennant (1954) – popénekes
- Vivienne Westwood (1941) – divattervező
- Oscar Wilde (1854–1900) – író
- Isadora Duncan is ebben a negyedben lakott rövid ideig, miután elhagyta az Amerikai Egyesült Államokat családjával.

## Fordítás
Ez a szócikk részben vagy egészben  a   Chelsea (London) című német Wikipédia-szócikk ezen változatának fordításán alapul.  Az eredeti cikk szerkesztőit annak laptörténete sorolja fel. Ez a jelzés csupán a megfogalmazás eredetét és a szerzői jogokat jelzi, nem szolgál a cikkben szereplő információk forrásmegjelöléseként.